# Herrmann Antal
Herrmann Antal (Brassó, 1851. július 30. – Szeged, 1926. április 15.) magyar néprajzkutató, egyetemi tanár.

## Életrajza
Tanulmányait a bécsi, kolozsvári és budapesti egyetemeken végezte. 1871–73-ban Brassóban, 1875-től 1879-ig Pancsován, majd Budapesten, Fehértemplomban tanított. 1883-tól a német nyelv és irodalom tanára a fővárosi pedagógiumban. 1898-ban a Kolozsvári Egyetem magántanára lett a néprajz tárgyköréből. 1921-től a szegedi egyetem c. ny. rendkívüli, 1924-től c. ny. rendes tanára, 1887-ben Katona Lajos és Wlislocki Henrik közreműködésével megindította az Ethnologische Mitteilungen aus Ungarn című folyóiratot. 1889-ben Hunfalvy Pállal megalapította a Magyar Néprajzi Társaságot.
1890-ben bérbe vette a kalotaszegi Jegenyefürdőt azzal a céllal, hogy a „magyar szellemi munkásoknak” olcsó és jó pihenő- és nem utolsósorban kutatóhelyet biztosítson. Az „ethnographus telepen” kétéves fennállása alatt számos neves kutató fordult meg, akik közül többen fontos dolgozatokkal járultak hozzá Kalotaszeg megismeréséhez. Az ő meghívására ment Kalotaszegre Jankó János is, aki három hónapos gyűjtőmunkájára alapozva megírta az első magyar néprajzi tájmonográfiát. 1890-ben a Kalotaszeg folyóirat munkatársa is volt.
Szerkesztője volt Az Osztrák–Magyar Monarchia írásban és képben című kiadvány magyarországi anyagának. Szervező munkája nyomán Erdélyben több múzeumi gyűjtemény jött létre. Maga elsősorban nemzetiségi (cigány, örmény, szász) folklór vizsgálatokat, népballadatanulmányokat végzett.
A Tanácsköztársaság idején a cigányügy országos rendezésével bízták meg. A váci nyomda tulajdonosa volt.
Szegeden érte a halál, a szegedi Belvárosi temetőben nyugszik.

## Művei (válogatás)
- Opitz Márton Erdélyben. 1622-23. Budapest, 1876. 24 p.
- Beiträge zur Vergleichung der Volkspoesie. 1-4. Ethn. Mitt. aus Ungarn 1887.
- A Szilágyi és Hajmási cimű népballada és rokonságai. Budapesti Szemle 1888.
- Újabb adalékok a Szilágyi és Hajmási féle témához. A Kisfaludy Társaság Évlapjai 1890.
- Alternativák a rumén ethnológiához. Egyetemes Philologiai Közlöny, 1890.
- A finnugor népek vízözön mondái. Ethnographia, 1891.
- A merseburgi ütközet a német nép hagyományában. Ethnographia, 1891.
- A hegyek kultusza Erdély népeinél. Erdély, 1893.
- A cigânyok megtelepítéséről. Ethnographia 1893.
- A Magyarországban 1893 … végrehajtott czigányösszeírás eredményei (Feldolgozta és az általános jelentést írta H. A. Budapest, 1895)
- Az örmények. Társszerzőkkel. Budapest, 1921. 38 p.